# Gouvernement Morrison I
Commonwealth d'Australie
Turnbull II Morrison II
Le gouvernement Morrison I (en anglais : First Morrison Ministry) est le gouvernement du commonwealth d'Australie entre le 26 août 2018 et le 26 mai 2019, sous la 45e législature de la Chambre des représentants.
Il est dirigé par le libéral Scott Morrison, successeur de Malcolm Turnbull après sa démission, et repose sur une coalition de deux partis de centre droit, le Parti libéral et le Parti national. Il succède au gouvernement Turnbull II et cède le pouvoir au gouvernement Morrison II après que la Coalition a renforcé sa majorité absolue aux élections fédérales de 2019.

## Historique du mandat
Ce gouvernement est dirigé par le nouveau Premier ministre Scott Morrison, précédemment ministre des Finances. Il est constitué et soutenu par une coalition de centre droit entre le Parti libéral (Libs) et le Parti national (Nats), informellement surnommée « la Coalition ». Ensemble, ils disposent de 76 représentants sur 150, soit 50,7 % des sièges de la Chambre des représentants.
Il est formé à la suite de la démission de Malcolm Turnbull, au pouvoir depuis septembre 2015.
Il succède donc au gouvernement Turnbull II, constitué et soutenu dans des conditions identiques.

### Formation
Malcolm Turnbull démissionne le 24 août 2018, après avoir été mis en minorité par son propre groupe parlementaire. Les libéraux lui choisissent comme successeur le ministre des Finances Scott Morrison, conservateur issu de l'aile droite du parti, qui l'emporte face au ministre de l'Intérieur et meneur de la fronde interne Peter Dutton. La composition de la nouvelle équipe ministérielle est révélée deux jours plus tard, dont est exclue la ministre des Affaires étrangères Julie Bishop, tandis que Peter Dutton conserve son poste de ministre de l'Intérieur mais en perdant ses compétences en matière d'immigration.

### Succession
Au cours des élections fédérales du 18 mai 2019, la Coalition parvient à l'emporter sur le Parti travailliste (ALP) de Bill Shorten, un résultat inattendu étant donné la position de favoris qu'occupaient les travaillistes dans les sondages. Il présente une semaine plus tard la composition de son second gouvernement.

## Composition
- Par rapport au gouvernement Turnbull II, les nouveaux ministres sont indiqués en gras, ceux ayant changé d'attributions le sont en italique.

| Fonction | Titulaire | Titulaire                                         | Parti    |
| --- | --------- | ------------------------------------------------- | -------- |
| Membres du cabinet                                                                                                 |           |                                                   |          |
| Premier ministre                                                                                                   |           | Scott Morrison                                    | Libs     |
| Vice-Premier ministre Ministre des Infrastructures et des Transports                                               |           | Michael McCormack                                 | Nats     |
| Ministre des Finances                                                                                              |           | Josh Frydenberg                                   | Libs     |
| Ministre des Services régionaux, des Sports, des Collectivités locales et de la Décentralisation                   |           | Bridget McKenzie                                  | Nats     |
| Ministre du Budget et des Services publics Vice-président du Conseil exécutif Ministre des Relations avec le Sénat |           | Mathias Cormann                                   | Libs     |
| Ministre des Affaires indigènes                                                                                    |           | Nigel Scullion                                    | Nats/CLP |
| Ministre de la Défense Ministre des Relations avec la Chambre                                                      |           | Christopher Pyne                                  | Libs     |
| Ministre de l'Industrie de la défense                                                                              |           | Steven Ciobo (jusqu'au 02/03/2019) Linda Reynolds | Libs     |
| Ministre des Affaires étrangères                                                                                   |           | Marise Payne                                      | Libs     |
| Ministre du Commerce, du Tourisme et des Investissements                                                           |           | Simon Birmingham                                  | Libs     |
| Procureur général                                                                                                  |           | Christian Porter                                  | Libs     |
| Ministre de l'Intérieur                                                                                            |           | Peter Dutton                                      | Libs     |
| Ministre des Communications Ministre des Arts                                                                      |           | Mitch Fifield                                     | Libs     |
| Ministre des Emplois et des Relations industrielles Ministre des Femmes                                            |           | Kelly O'Dwyer                                     | Libs     |
| Ministre des Entreprises petites et familiales, des Compétences et de la Formation professionnelle                 |           | Michaelia Cash                                    | Libs     |
| Ministre des Ressources et de l'Australie du Nord                                                                  |           | Matt Canavan                                      | Nats/LNP |
| Ministre de l'Industrie, de la Science et de la Technologie                                                        |           | Karen Andrews                                     | Libs     |
| Ministre de l'Éducation                                                                                            |           | Dan Tehan                                         | Libs     |
| Ministre de la Santé                                                                                               |           | Greg Hunt                                         | Libs     |
| Ministre des Familles et des Services sociaux                                                                      |           | Paul Fletcher                                     | Libs     |
| Ministre de l'Agriculture et des Ressources en eau                                                                 |           | David Littleproud                                 | Nats/LNP |
| Ministre de l'Environnement                                                                                        |           | Melissa Price                                     | Libs     |
| Ministre de l'Énergie                                                                                              |           | Angus Taylor                                      | Libs     |
| Autres ministres                                                                                                   |           |                                                   |          |
| Ministre des Villes, des Infrastructures urbaines et de la Population                                              |           | Alan Tudge                                        | Libs     |
| Ministre adjoint des Finances                                                                                      |           | Stuart Robert                                     | Libs     |
| Ministre d'État spécial                                                                                            |           | Alex Hawke                                        | Libs     |
| Ministre des Anciens combattants Ministre du Personnel de la défense                                               |           | Darren Chester                                    | Nats     |
| Ministre de l'Immigration, de la Citoyenneté et des Affaires multiculturelles                                      |           | David Coleman                                     | Libs     |
| Ministre de la Santé indigène Ministre des Personnes âgées                                                         |           | Ken Wyatt                                         | Libs     |
| Ministre des Services à la personne et de la Transformation numérique                                              |           | Michael Keenan                                    | Libs     |